# Transnational
Transnational è il nono album in studio del duo britannico futurepop VNV Nation.

## Tracce
1. Generator – 4:25
2. Everything – 5:23
3. Primary – 4:35
4. Retaliate – 4:43
5. Lost Horizon – 5:17
6. Teleconnect Pt. 1 – 5:58
7. If I Was – 5:27
8. Aeroscope – 4:47
9. Off Screen – 4:26
10. Teleconnect Pt. 2 – 8:13